# Karlsvognen (film)
Karlsvognen er en dansk film fra 1992.
- Manuskript Ulf Stark og Birger Larsen efter en roman af førstnævnte.
- Instruktion Birger Larsen.

Blandt de medvirkende kan nævnes:
- Lill-Babs
- Søs Egelind
- Holger Vistisen